# Velar konsonant
En velar fon uttalas genom att tungryggen trycks mot den mjuka gommen.
I svenskan finns tre velara konsonanter:
- två klusiler: tonande [g], tonlös [k], samt
- en nasal: [ŋ].

Därtill finns ett uttal av sje-ljudet, vilket av IPA beskrivs som ”samtidigt postalveolar och velar”:
- [ɧ].

I andra språk förekommer även till exempel velara:
- frikativor:
  - [x], tonlös
hebreiska : מיכאל [mixel] (Michel)
  - [ɣ], tonande
grekiska : bokstaven γ
- approximanter
  - [ɰ], spanska : paga [paɰa] (lön)
  - [ʟ], lateral
- implosivor
  - [ɠ]
- ejektivor
  - [kʼ]

Velarisering markeras i IPA med hjälp av [ˠ].